# .si
.si — национальный домен верхнего уровня для Словении. Он управляется ARNES, академической исследовательской сетью Словении. В 2010 году в реестре было 80 тыс. доменных имён. В 2012 году это число увеличилось до 100 тыс., когда компанией Jasico d.o.o. был зарегистрирован домен zj.si.

## Омонимичные домены
Омонимичные домены для домена верхнего уровня .si довольно популярны, так как si на словенском языке является вторым лицом единственного числа глагола быть. Pepsi также имеет доменное имя pep.si для сокращения ссылки.
Мексиканские политики также использовали домен .si как часть омонимичных доменов, потому что sí в переводе с испанского да и этот домен верхнего уровня позволяет для доменных имён, которые в основном переводят на «<XYZ>, да!». Одним из примеров сайта кандидата в президента Мексики (2012) Андреса Мануэля Лопеса Обрадора является amlo.si.